# Hikaru Utada Live Sessions from Air Studios
《Hikaru Utada Live Sessions from Air Studios》是日本創作歌手宇多田光的首場付費串流演唱會，於2022年1月19日舉行。這是宇多田首次舉行僅以串流形式直播的付費演唱會，並事前於英國倫敦Air錄音室的錄影。演唱會的樂隊成員採用2018年全國巡迴演唱會《Hikaru Utada Laughter in the Dark Tour 2018》的班底，並以音訊工程師史特夫·菲茲莫賴奇錄音跟混音，以及由導演大衛·巴納德負責拍攝。在約一小時的時間中，宇多田演唱會多首專輯《BAD MODE》的收錄曲，以及兩首來自英語專輯《EXODUS》的舊曲。
演唱會獲得樂評家的正面評價，包括讚賞讓觀眾得以進入以往從未看見的領域，以及簡樸的演出形式非常切合專輯主題。演唱會一共吸引了全球各地約5萬名觀眾購票線上觀看，以每張門票的價錢計算，演唱會的票房收入達到約1.4億日元。演唱會的完整演出及幕後花絮其後收錄在專輯《BAD MODE》初回生產限定盤附送的DVD跟藍光影碟，並額外收錄Face My Fears的日語版現場表演。演唱會其後於2022年6月9日在Netflix上線，而包含Face My Fears的日語版在內的現場專輯亦於同日上架數位平台。

## 背景

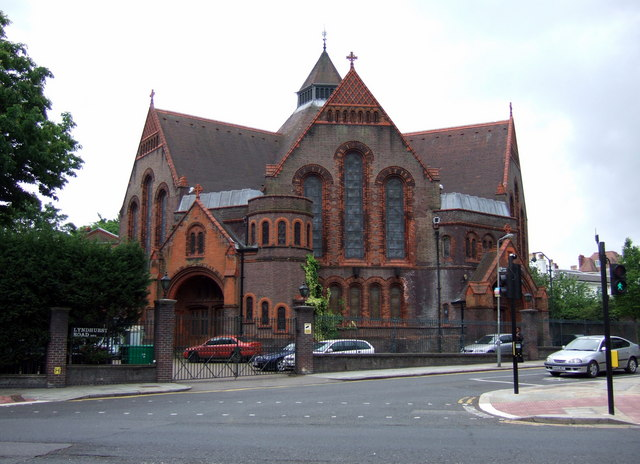
Air錄音室，宇多田光舉行是次串流付費演唱會的地方

2021年12月9日，宇多田光於出道23週年當日公佈第八張原創專輯《BAD MODE》的發行消息，並同時宣佈將於2022年1月19日（宇多田的生日兼專輯數位先行發佈當日）的日本時間晚上八時舉行預先錄影的串流付費演唱會《Hikaru Utada Live Sessions from Air Studios》，而演唱會與其製作花絮亦將收錄在專輯初回生產限定盤附送的DVD跟藍光影碟。這是宇多田光自2018年全國巡迴演唱會《Hikaru Utada Laughter in the Dark Tour 2018》超過3年以來首次舉行演唱會，也是她第一次僅以串流付費形式舉行演唱會，此前她在2010年舉行的橫濱演唱會「WILD LIFE」曾以免費串流形式於網上現場轉播。
演唱會於英國倫敦的Air錄音室舉行，樂隊成員採用貝斯手喬迪·米利納等曾參與宇多田2018年演唱會的班底，錄音跟混音由同樣在新專輯合作的音訊工程師史特夫·菲茲莫賴奇負責，而導演則由曾拍攝電台司令跟埃里克·克莱普顿等著名歌手演出的大衛·巴納德擔任。演唱會的演唱曲目主要以《BAD MODE》為主，當中大部分歌曲都是首次公開演出，為宇多田的首次嘗試。演出門票於消息公開同時發售，演出在日本本土、中國大陸、歐洲地區、北美地區、亞洲地區等多個國家均能收看。同日公開的為你著迷音樂錄影帶率先披露了演唱會的部分演出跟花絮片段。2021年12月15日，官方追加發售海外Streaming+的串流平台門票，使更多海外地區的歌迷能夠購票欣賞演出。
2022年1月19日，演唱會結束後，官方宣佈專輯《BAD MODE》的初回生產限定盤所附送的DVD跟藍光影碟將追加收錄Face My Fears的日語版現場表演，並同時在YouTube公開了Find Love跟Face My Fears的英語版的現場表演，以及演唱會的部分幕後花絮。2022年6月9日，演唱會於Netflix上線播放，為宇多田自《Hikaru Utada Laughter in the Dark Tour 2018》後第二部上線Netflix的演唱會，而包括Face My Fears日語版在內的現場專輯亦於同日上架數位平台。為了慶祝演唱會及現場專輯的上架，宇多田的YouTube官方頻道特意在6月9日公開了BAD MODE的現場表演。

## 表演概述
演唱會以亮起Air錄音室的燈光開始，然後所有現場音樂成員開始逐個進場，而身穿白色襯衫的宇多田光則站在麥克風前。演唱會的第一首表演歌曲為BAD MODE，在充滿爵士樂感覺的色士風演奏開始，並加入鼓、電貝斯跟鍵盤等樂器，以及宇多田光柔軟而輕盈的聲樂。其後演唱的第二首歌曲為One Last Kiss，其中貝斯手以貝斯合成器將情感的扭曲放大，而宇多田則鍵盤控制器處理自己的聲樂。接著的第三首歌曲為為你著迷，宇多田在歌唱時隨著旋律的節奏而緩緩擺動身體，並不時閉起雙眼。第四首演唱歌曲為不告訴任何人，歌曲的前奏使用了音色具有浮遊感的模擬合成器，其後亦加入了色士風演奏。
連續演唱四首歌曲後，宇多田跟在場其他音樂成員作簡短的交流，並向他們舉起大姆指，然後繼續投入下一首歌曲的表演。宇多田第五首演唱的歌曲為Find Love，其中打擊樂節奏和電子聲音以有機的方式融合在一起，演唱結束後樂隊成員展露出滿意的笑容並示意「OK」。接著的第六首歌曲為Time，歌曲以鼓手演場重現複雜的節奏模式，而音樂亦隨著歌曲尾聲而逐漸平穩。在第七首演唱歌曲PINK BLOOD中，宇多田以帶有憂鬱的聲音唱出歌曲，並使用了電鋼琴現場伴奏。宇多田第八首演唱歌曲為Face My Fears的英語版本，有別於錄音室版的編曲方式，演唱會改以鋼琴作為主要伴奏的樂器。
宇多田第九首演唱歌曲為收錄於2004年以Utada名義推出的英語專輯《EXODUS》裡的Hotel Lobby，而在場的所有成員亦隨著歌曲的節奏搖擺身體，一改演唱會之前的氣氛。接著演唱的第十首歌曲為Beautiful World的返始版本，歌曲以帶有傳統音樂氣氛的原聲吉他開場，並將現場歌聲跟編輯過的和聲融合。其後演唱的第十一首歌曲為同樣收錄在英語專輯《EXODUS》的About Me，歌曲主要使用原聲結他作為伴奏，演唱結束後現場各成員皆互相拍手歡呼。所有歌曲表演完畢後，宇多田走到鏡頭前分別以英語跟日語向收看演唱會的觀眾致謝，並表示希望日後再跟大家見面。在專輯《BAD MODE》初回生產限定盤附送的DVD與藍光影碟中，宇多田光在最後額外演唱了Face My Fears的日語版本。

## 反響

### 專業評價
《Hikaru Utada Live Sessions from Air Studios》獲得整體正面的評價。Barks的宮本英夫讚賞演唱會讓觀眾能夠想像錄音室製作風景的精密，並有著作為現場演出的躍動感，是一場真正珍貴的現場表演。他亦表示這是讓歌迷進一步享受專輯《BAD MODE》世界的必看演出。日本《告示牌》的Tsuya-chan指現在不受拘束的宇多田已經進入新的模式，而這場演唱會則讓觀眾得以進入以往從未看見的領域，是一個歷史性的時刻。Music Voice的村上順一讚賞演唱會的選曲充滿驚喜，即使是過去的舊作也不會感覺古老，反而說是現在推出的新曲也不會被懷疑。他亦讚賞這是個簡單地傳達了音樂、歌曲和音樂本身的美好的舞台，充滿了不同於現場音樂會的魅力。
OK Music的田山雄士讚賞即使演唱會由極其簡單的環境跟服裝組成，然而高品質的表演將整場演唱會昇華成為無可替代的演出。他亦表示從演出中獲得首次觀看宇多田表演新曲的興奮，並被充滿龐大情報量與感性的瞬間不停吸引著，形容演唱會是非常充實的一個小時。Real Sound的荻原梓形容這是一場能夠在錄音室般的封閉空間中，享受著音樂和歌曲傳播出此處以外地方的感覺。他亦指宇多田的歌曲與在場音樂家有如魔法般的音樂力量，都將宇多田的世界以更高的高度跟純淨度表現出來。《Rockin' On》的小池宏和讚賞表演並沒有僅停留於新專輯的選曲，兩首舊曲的加入使這場長約一小時的演唱會留下深厚的餘韻。他亦指宇多田浸醉於演唱一首又一首歌曲，每當歌曲表演結束時滿足跟安心的模樣令人印象深刻。
Spice的秦理繪讚賞演唱會簡樸的演出形式非常適合以「如何活在當下」般自我反思主題的作品《BAD MODE》。她亦認為即使觀眾跟歌手不是身處相同的地方，但依然有一種深刻的聆聽體驗，並在內心深處產生共鳴。UtaTen的加冶屋真美讚賞宇多田於演唱會的歌唱能力出眾，指她的歌聲如同錄音室音源般完美。她亦認為對於喜歡宇多田光音樂的樂迷來說，這場演唱會絕對是一段幸福的時光。Woman Excite的長谷川誠讚賞整場演唱會表演的音樂都表現出「沒有任何雜質、純粹而具根源性的愛之歌」。他亦指自己被一首又一首歌曲深刻地震撼心靈，以至在演出結束的瞬間變得茫然。

### 商業成績
《Hikaru Utada Live Sessions from Air Studios》一共吸引了全球各地約5萬名觀眾購票線上觀看，以每張門票的價錢計算，演唱會的票房收入達到約1.4億日元。

## 演唱曲目
1. BAD MODE
2. One Last Kiss
3. 為你著迷
4. 不告訴任何人
5. Find Love
6. Time
7. PINK BLOOD
8. Face My Fears（英語版）
9. Hotel Lobby
10. Beautiful World（返始版）
11. About Me
12. Face My Fears（日語版）[a]

備註
- ^a 僅收錄於專輯《BAD MODE》初回生產限定盤附送的DVD與藍光影碟

## 樂隊成員
資料來自《BAD MODE》初回生產限定盤的專輯內頁。
- 宇多田光 – 聲樂
- 喬迪·米利納 – 音樂指導、貝斯
- 厄爾·哈文（英语：Earl Harvin） – 鼓
- 亨利·鮑爾斯-布羅德本特 – 鍵盤、結他
- 露絲·奧馬奧尼·布雷迪 – 鍵盤
- 威爾·弗莱 – 打擊樂器
- 索維托·金希（英语：Soweto Kinch） – 色士風
- 勞本·詹姆斯 – 鍵盤

## 現場專輯
《Hikaru Utada Live Sessions from Air Studios》是日本創作歌手宇多田光的首張現場專輯，於2022年6月2日發行，而演唱會亦於同日在Netflix上架。現場專輯限定收錄原本僅收錄在錄音室專輯《BAD MODE》初回生產限定盤附贈影像的Face My Fears日語版表演音源。
專輯發行首週空降Oricon公信榜專輯下載週榜以及日本《告示牌》專輯下載週榜第3位，並同時空降日本《告示牌》熱門專輯週榜第23位。

### 歌曲列表
| 曲序     | 曲目                           | 词曲                                                 | 时长  |
| -------- | ------------------------------ | ---------------------------------------------------- | ----- |
| 1.       | BAD MODE（BADモード）          | 宇多田光 喬迪·米利納                                 | 5:04  |
| 2.       | One Last Kiss                  |                                                      | 4:05  |
| 3.       | 為你著迷（君に夢中）           |                                                      | 4:16  |
| 4.       | 不告訴任何人（誰にも言わない） |                                                      | 4:42  |
| 5.       | Find Love                      |                                                      | 4:39  |
| 6.       | Time                           |                                                      | 4:58  |
| 7.       | PINK BLOOD                     |                                                      | 3:19  |
| 8.       | Face My Fears（英語版）        | 宇多田 史奇雷克斯 杰森·“便便熊”·鲍伊德 （ 英语 ： Jason "Poo Bear" Boyd） | 3:46  |
| 9.       | Hotel Lobby                    |                                                      | 4:23  |
| 10.      | Beautiful World（返始版）      |                                                      | 5:45  |
| 11.      | About Me                       |                                                      | 4:10  |
| 12.      | Face My Fears（日語版）        | 宇多田 史奇雷克斯 鲍伊德                             | 3:42  |
| 总时长： | 总时长：                       | 总时长：                                             | 52:49 |

### 銷售榜單
| 週榜單（2022年）             | 最高 位置 |
| ---------------------------- | --------- |
| 日本（《告示牌》熱門專輯榜） | 23        |
| 日本（《告示牌》專輯下載榜） | 3         |
| 日本（Oricon專輯下載榜）     | 3         |

## 資料來源
1. 1 2  . ナタリー. 2021-12-09  [2022-01-28]. （原始内容存档于2021-12-09） （日语）.
2. ↑  . 紐新聞. 2018-11-07  [2022-01-28]. （原始内容存档于2020-08-12） （中文（臺灣））.
3. 1 2 3 4 5  , . . Spice. 2022-02-02  [2022-02-03]. （原始内容存档于2022-02-02） （日语）.
4. 1 2  . CD Journal. 2021-12-09  [2022-01-25]. （原始内容存档于2021-12-09） （日语）.
5. ↑  . Hikaru Utada Official Website. 2021-12-09  [2022-01-25]. （原始内容存档于2021-12-27） （日语）.
6. ↑  . Hikaru Utada Official Website. 2021-12-15  [2022-01-26]. （原始内容存档于2022-03-26） （日语）.
7. 1 2  . Tower Records. 2022-01-20  [2022-01-23]. （原始内容存档于2022-01-21） （日语）.
8. ↑  . CD Journal. 2022-01-20  [2022-01-20]. （原始内容存档于2022-01-20） （日语）.
9. ↑  . Post76影音玩樂網. 2022-06-08  [2022-06-16]. （原始内容存档于2022-07-11） （中文（香港））.
10. 1 2  . Spice. 2022-06-06  [2022-06-16]. （原始内容存档于2022-06-24） （日语）.
11. ↑  . . 2022-06-09  [2022-06-16]. （原始内容存档于2022-06-23） （日语）.
12. 1 2 3 4 5  , . . Barks. 2022-01-20  [2022-01-23]. （原始内容存档于2022-03-03） （日语）.
13. 1 2 3  , . . Rockin' On. 2022-01-19  [2022-01-23]. （原始内容存档于2022-01-25） （日语）.
14. 1 2 3 4  , . . Music Voice. 2022-01-25  [2022-01-25]. （原始内容存档于2022-01-28） （日语）.
15. 1 2  Tsuya-chan. . Billboard. 2022-01-19  [2022-01-23]. （原始内容存档于2022-01-27） （英语）.
16. 1 2 3 4  , . . Real Sound. 2022-01-20  [2022-01-23]. （原始内容存档于2022-01-20） （日语）.
17. 1 2 3  , . . UtaTen. 2022-01-26  [2022-01-28]. （原始内容存档于2022-01-30） （日语）.
18. 1 2 3  , . . Woman Excite. 2022-01-20  [2022-01-23]. （原始内容存档于2022-03-26） （日语）.
19. 1 2 3  , . . OK Music. 2022-01-23  [2022-01-23]. （原始内容存档于2022-03-26） （日语）.
20. ↑  . AM730. 2022-01-20  [2022-01-23]. （原始内容存档于2022-01-20） （中文（香港））.
21. ↑   (專輯內頁). 宇多田光. 史詩／索尼. 2022年.
22. ↑  . Billboard JAPAN. 2022-06-15  [2022-06-16]. （原始内容存档于2022-06-24） （日语）.
23. ↑  . Billboard JAPAN. 2022-06-15  [2022-06-16]. （原始内容存档于2022-06-17） （日语）.
24. ↑  . Oricon. 2022-06-15  [2022-06-16]. （原始内容存档于2022-06-15） （日语）.

## 外部連結
- 《Hikaru Utada Live Sessions from Air Studios》演唱會特設網站 （页面存档备份，存于）（日語）